# Bathari
Le baṭḥari ou baṭaḥari (en arabe : اللغة البطحرية, langue Baṭḥari) est une langue sémitique du groupe des langues sudarabiques, presque éteinte, parlée à Oman sur la côte sud-est face aux îles Khuriya Muriya. Cette langue est très similaire au mehri et certains membres de la tribu bathari parlent mehri plutôt que bathari. Le bathari a parfois été considéré comme un dialecte du mehri et non une langue à part.
Le premier Occidental à avoir découvert l'existence du bathari est le diplomate et explorateur Bertram Thomas.
En plus de la menace de l'arabe, seule langue utilisée dans l'éducation moderne, le Mehri tend à remplacer le Bathari language, à cause de sa position plus prestigieuse et la tribu Bathari disparaît. On compte aujourd'hui moins de 20 locuteurs du bathari, ainsi que quelques dizaines de locuteurs qui ont mélangé le mehri à l'arabe. Les estimations les plus élevées dénombrent de moins de 100 à environ 300 locuteurs.